# レゲエの日
レゲエミュージックの日（レゲエミュージックのひ、英: Reggae Music Day）は、日本でカエルスタジオが制定した記念日である。毎年8月10日。

## 概要
レゲエの故郷、ジャマイカ独自の言語であるパトワの語呂合わせから。
同日がハートの日（愛＝LOVE）
鳩の日（平和の象徴＝PEACE）
の日であることからLOVE&PEACE＝reggae
と言う理由でもあるようだ。
カエルスタジオに所属するレゲエサウンドRED SPIDERの呼び掛けにより、日本記念日協会への登録申請費用などを集めるためのクラウドファンディングが実施された。